# Eugèsip
Eugèsip (en llatí Eugesippus, en grec antic Εὐγήσιππος) fou un geògraf grec que va viure sobre l'any 1040, però no es coneix res de la seva vida.
Va ser autor d'un llibre sobre les distàncies entre poblacions a Terra Santa. Lleó Al·laci en va publicar una traducció llatina a la Συμμικτά.